# Hydraulikschrauber

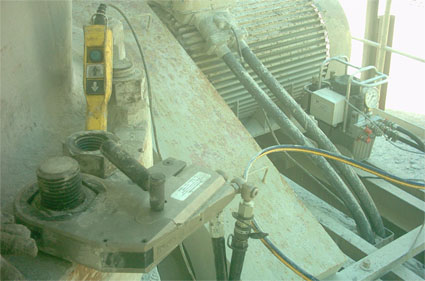
Hydraulikschrauber im Einsatz an Mutter SW 95 mm

Hydraulikschrauber oder hydraulische Drehmomentschlüssel werden zum Drehmoment-Anzug oder zum Aufschrauben vornehmlich großer Schraubverbindungen oberhalb M24 eingesetzt. Es sind somit maschinell betriebene Drehmomentschlüssel.
Das Prinzip ist das eines einseitig an einem Hebelarm angebrachten Hydraulik-Zylinders, der bei Druckbeaufschlagung mit dem Hebelarm eine Schwenkbewegung ausführt. Der Hebelarm wirkt dann wie ein Maul- oder Ringschlüssel auf eine Mutter oder Schraube und zieht diese fest oder löst sie. Die Drehrichtungsumkehr wird durch Umstecken des Abtriebsvierkantes oder durch Umdrehen des Schraubers erreicht. Nach diesem Prinzip kann eine kompakt gebaute Mechanik in einem Gehäuse integriert werden und somit können abhängig vom Hebelarmlänge und hydraulischen Betriebsdruck auf sehr kleinem Raum große Schraubenanzugs-Drehmomente aufgebracht werden. Moderne Hydraulikschrauber können bei einem Gesamtgewicht von 4 kg und einem Betriebsdruck von 700 bar ein Drehmoment von bis zu 4.500 Newtonmeter auf die Schraubenverbindung abgeben. Zudem arbeitet der Hydraulikschrauber verhältnismäßig langsam, dafür jedoch mit +/- 3 % Genauigkeit sehr präzise. Die Größe eines solchen 1"-Vierkant-Schraubgerätes ist dann vergleichbar mit der eines leistungsmäßig und von der Genauigkeit weit darunter liegenden 1/2" Druckluft-Schlagschraubers.
Hydraulikschrauber gibt es in zwei verschiedenen Bauformen. Den Kassettenschraubern und den Hydraulikschraubern mit Vierkantabtrieb.
Hydraulikschrauber mit Vierkantabtrieb beginnen meist bei 3/4" Abtrieben und somit bei etwa SW 27. Sie verfügen jedoch auch ohne weiteres über 1", 1 1/2" oder 2 1/2" Vierkant-Aufnahmen und sind somit für Drehmomente bis zu 100.000 Nm und bei sehr großen Schlüsselweiten im Einsatz. Die Beschaffungskosten beginnen unter 10.000 €, können jedoch je nach Baugröße auch deutlich mehr betragen. Hydraulik-Drehmomentschrauber sind deswegen meist nur in der Industrie anzutreffen, z. B. im Kraftwerksbau, bei der Montage von großen Anlagen und Bauteilen. Ein sehr typischer Einsatzbereich ist auch die Montage und Wartung großer Windkraftanlagen.
Kassettenschrauber bestehen aus zwei Grundbauteilen. Dem Antriebskopf mit den Hydraulikanschlüssen und der Wechselkassette. Die Wechselkassette definiert mit dem in ihr integrierten Sechskantabtrieb die Schlüsselweite. Für jede Schlüsselweite wird zumeist eine separate Wechselkassette genutzt. Teilweise wird auch mit Reduzieradaptern oder In/Out-Nüssen gearbeitet, die das Spektrum der Kassette erweitern können. Vorteil dieser Bauform ist die geringe Bauhöhe der Schrauber, die auch einen Einsatz unter beengten Platzverhältnissen zulässt.
Auf Grund der hohen Hydraulikdrücke, der sehr hohen Drehmomente und der daraus resultierenden Reaktionskräfte ist besonderes Augenmerk auf die Arbeitssicherheit zu legen. Die Nutzung von Sicherheitsschutzbrillen und angepasster Arbeitskleidung ist Pflicht. Auch die genutzten Hydraulikschrauber können die Arbeitssicherheit des Werkers fördern. Eingebaute Rücklaufsperren bei modernen Hydraulikschraubern und Sicherheitshandgriffe sorgen dafür, dass der Bediener seine Finger beim Arbeiten mit den Geräten nicht im Gefahrenbereich hat und somit keine Quetschgefahr besteht.